# Mohamed Mallahi
Mohamed Mallahi (Utrecht, 13 febbraio 2000) è un calciatore olandese, attaccante della Pro Vercelli.

## Carriera

### Club
Cresciuto nel settore giovanile dell'Utrecht, debutta in prima squadra il 25 settembre 2021 in occasione dell'incontro di Eredivisie vinto 5-1 contro il PEC Zwolle.

### Nazionale
Ha giocato nelle nazionali giovanili olandesi Under-15, Under-16, Under-17, Under-18 ed Under-19.

## Statistiche
Statistiche aggiornate al 7 novembre 2021.

### Presenze e reti nei club
| Stagione        | Squadra         | Campionato      | Campionato | Campionato | Coppe nazionali | Coppe nazionali | Coppe nazionali | Coppe continentali | Coppe continentali | Coppe continentali | Altre coppe | Altre coppe | Altre coppe | Totale | Totale | Totale |
| Stagione        | Squadra         | Comp            | Pres       | Reti       | Comp            | Pres            | Reti            | Comp               | Pres               | Reti               | Comp        | Pres        | Reti        | Pres   | Reti   |        |
| --------------- | --------------- | --------------- | ---------- | ---------- | --------------- | --------------- | --------------- | ------------------ | ------------------ | ------------------ | ----------- | ----------- | ----------- | ------ | ------ | ------ |
| 2017-2018       | Jong Utrecht    | 1D              | 19         | 3          |                 | -               | -               |                    | -                  | -                  |             | -           | -           | 19     | 3      |        |
| 2018-2019       | Jong Utrecht    | 1D              | 33         | 1          |                 | -               | -               |                    | -                  | -                  |             | -           | -           | 33     | 1      |        |
| 2019-2020       | Jong Utrecht    | 1D              | 16         | 1          |                 | -               | -               |                    | -                  | -                  |             | -           | -           | 16     | 1      |        |
| 2020-2021       | Jong Utrecht    | 1D              | 28         | 5          |                 | -               | -               |                    | -                  | -                  |             | -           | -           | 28     | 5      |        |
| 2021-2022       | Jong Utrecht    | 1D              | 10         | 1          |                 | -               | -               |                    | -                  | -                  |             | -           | -           | 10     | 1      |        |
| 2021-2022       | Utrecht         | ED              | 4          | 1          | CO              | 1               | 0               |                    | -                  | -                  |             | -           | -           | 5      | 1      |        |
| Totale carriera | Totale carriera | Totale carriera | 110        | 12         |                 | 1               | 0               |                    | -                  | -                  |             | -           | -           | 111    | 12     |        |